# Гаса (дзонгхаг)
Гаса (дзонґ-ке མགར་ས་རྫོང་ཁག་, Вайлі Mgar-sa rdzong-khag) — дзонгхаг у Бутані, відноситься до Центрального дзонгдея. Адміністративний центр — Гаса.

## Географічне положення
Дзонгхаг Гаса розташований на крайній півночі країни, і є найбільшим за територією та найменш населеним (отже, має найменшу щільність населення) дзонгхагом.
Дзонгхаг знаходиться біля підніжжя Гімалайського хребта у важкодоступній місцевості. Автомобільний під'їзд відсутній. Від міста Пунакха вздовж річки Ма-Чу піднімається дорога до Дамджі, звідки до Гаса йде вже в'ючна стежка довжиною близько 12 км.
Околиці міста Гаса знамениті цілющими гарячими джерелами, де відпочивають бутанські громадяни. Джерела розташовані на висоті близько 3400 м в двох годинах ходьби від Гаса-дзонгу.
У високогір'ї розводять яків. Через Лая (гевог Лая) йде стежка до Лінгжі (дзонгхаг Тхімпху), де знаходиться фортеця Лінгжі-дзонг. Звідси перевал Лінгжі-ла веде в бік Тибету.
Частина дзонгхага розташована на території Національного парку Джігме Дорджі, а населені пункти Гаса, Кенчо, Лая, села району Лунана, Тамджі розташовані на території цього парку.

## Населення
В дзонгхазі Гаса проживає плем'я лаяп. Село Лая знаходиться на висоті 3700 м під горою Масананг (7165 м).

## Адміністративний поділ
До складу дзонгхагу входять 4 гевоги:
- Кхамад (раніше відомий як Гонкхама)
- Кхатод (раніше відомий як Гонкхато)
- Лая
- Лунана

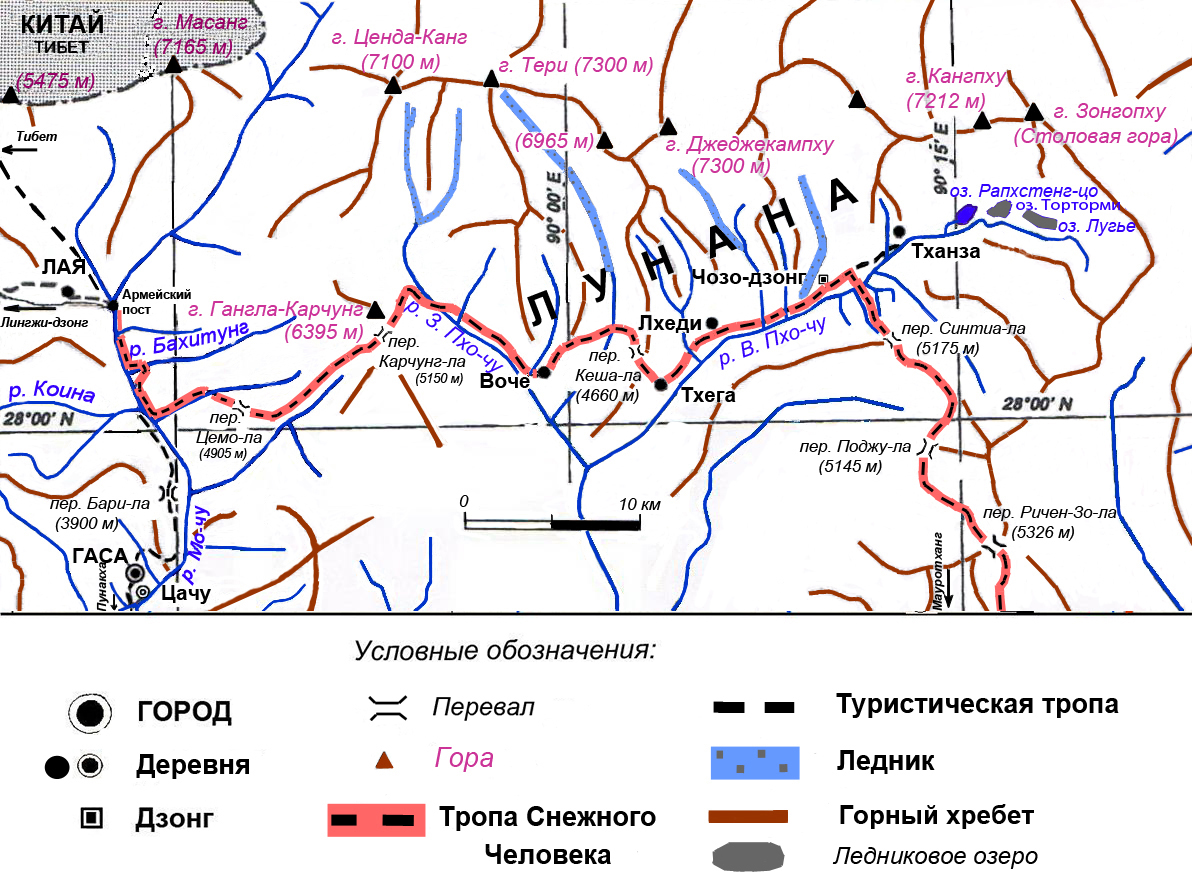
Гірська частина дзонгхагу Гаса, гевоги Лая і Лунана
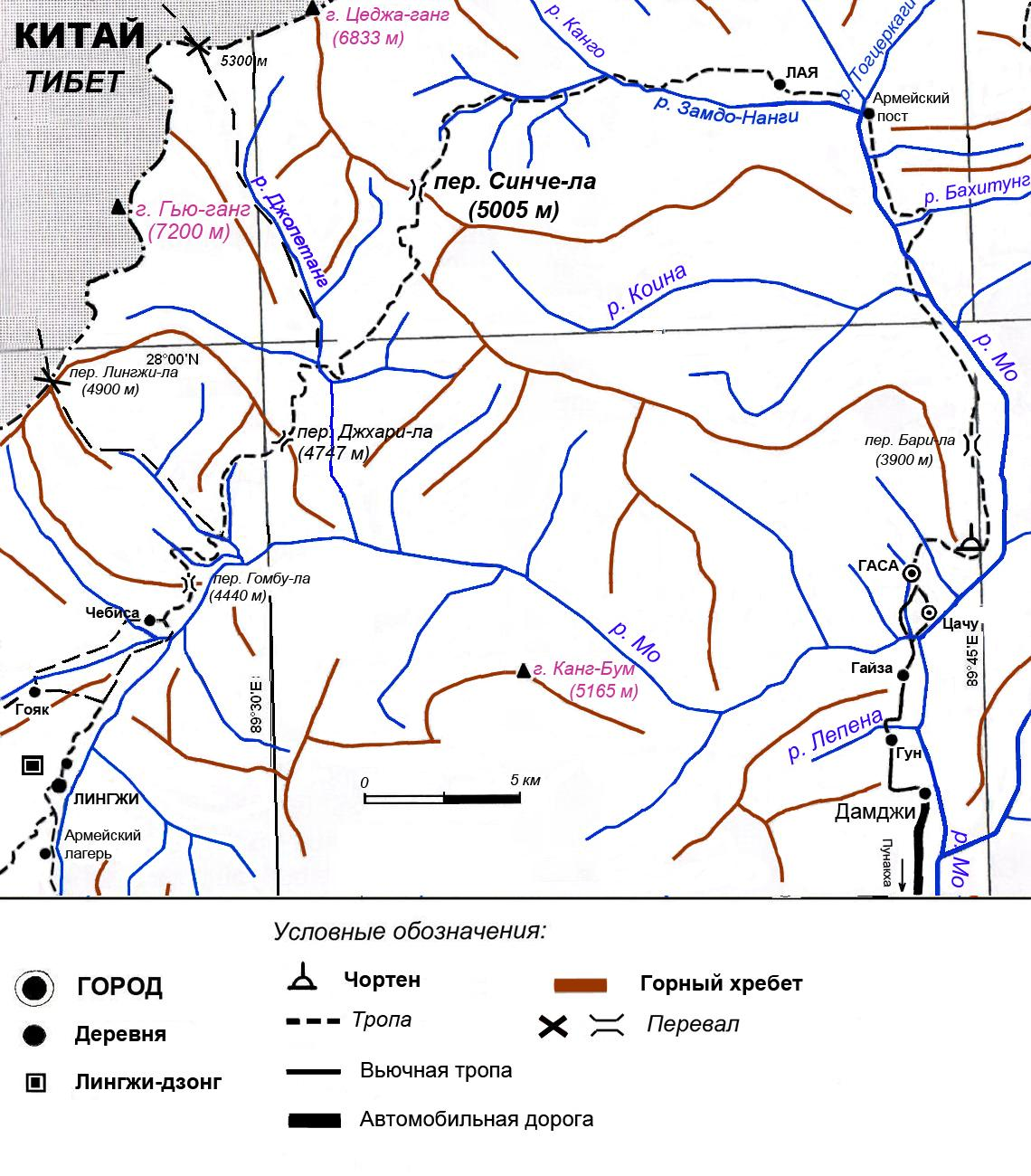
Карта високогір'я від Лінгжі до Лая і Гаса